# Castro la Lomba
Castro la Lomba o Castro de la Lomba es una villa española, perteneciente al municipio de Riello, en la provincia de León y la comarca de Omaña, en la Comunidad Autónoma de Castilla y León. Tiene muy pocos habitantes a causa de la emigración a otras zonas de España y al extranjero durante el siglo XX. Tradicionalmente su economía estaba basada en la agricultura y la ganadería y orientada al autoconsumo. De su patrimonio destaca la iglesia, dedicada a Santiago.

## Geografía
Castro la Lomba se encuentra en la margen derecha del tramo medio del Río Omaña, a una altitud
de 1120 metros. Las poblaciones más cercanas son Riello al noreste, La Velilla al sureste, Inicio al sur, Campo la Lomba al oeste y La Omañuela al noroeste.

### Clima
Según la clasificación climática de Köppen, la población se encuentra en la zona climática Csb, caracterizada por temperaturas medias anuales  por debajo de los 9 °C, precipitaciones generalmente por encima de los 1000 mm, nevadas invernales y veranos secos.

## Historia

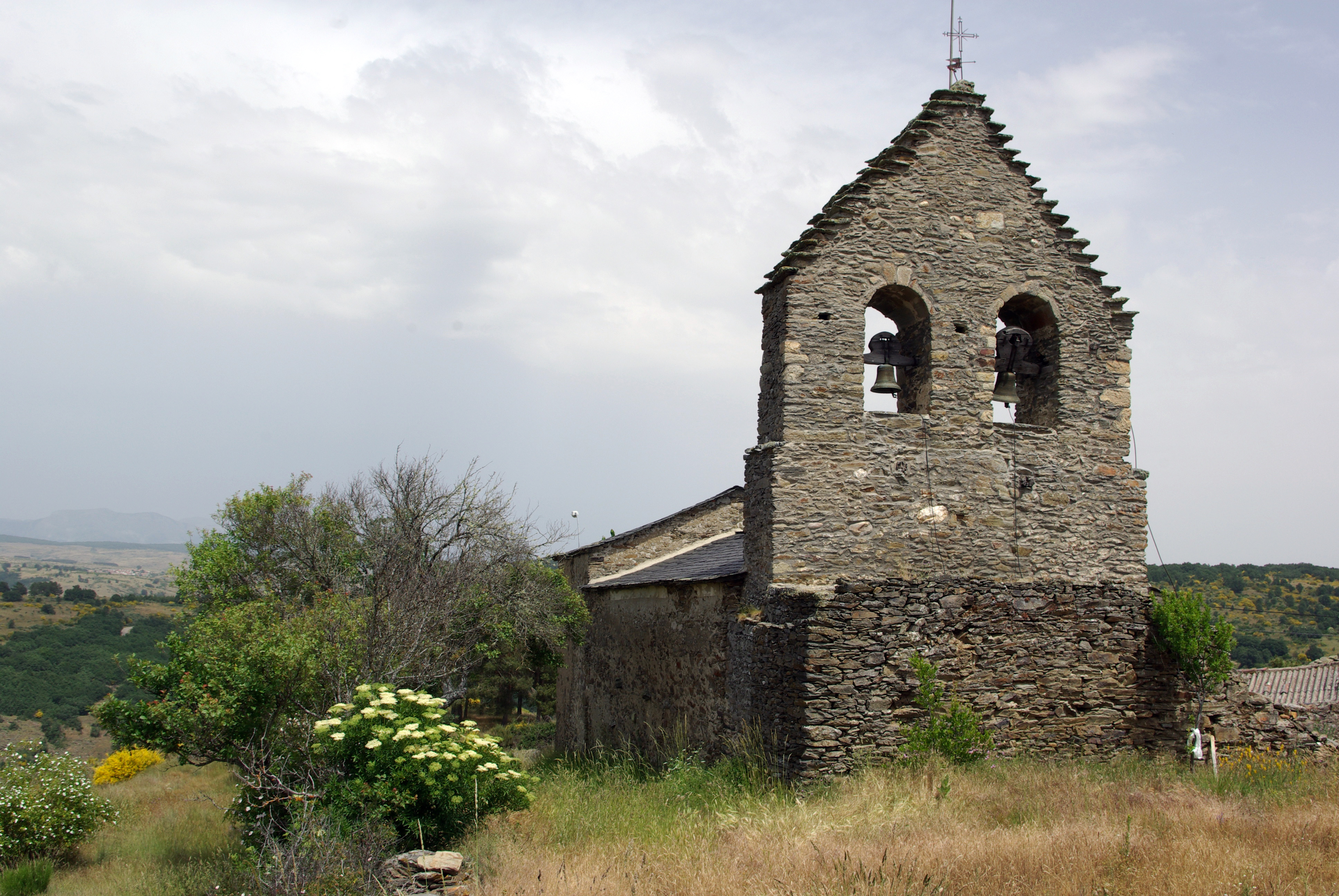
Iglesia de Santiago

Los restos del castro del que deriva el nombre de la población constituyen los primeros indicios de presencia humana. Posteriormente, se encuentran menciones a la población en documentos de la Edad Media. Castro pudo pertenecer al concejo de la Lomba hasta el siglo XV, pero desde entonces hasta el siglo XVIII dependió de la Real Casa de San Marcos de León Tras la división territorial basada en municipios pasó a formar parte de Inicio, incorporado a Campo la Lomba en 1860 y , en 1970, a Riello.

## Comunicaciones
La carretera CV 128-5 atraviesa la población; desde León se llega por la autopista AP-66 o la carretera CL-623 (León-Villablino), tomando la LE-493 en la población de La Magdalena y desviándose a la CV 128-19. Por el oeste, se alcanza desde Villablino, en la CL-631, por el puerto de la Magdalena. El aeropuerto más cercano es el de León, a unos 50 km